# Nuccio Bertone
Giuseppe Bertone (Turim, 4 de julho de 1914 — Turim, 26 de fevereiro de 1997) foi um projetista e construtor de automóveis da Itália. Assumiu o Gruppo Bertone de seu pai Giovanni Bertone, após a Segunda Guerra Mundial, levando a pequena indústria a uma grande construtora. Após ser piloto de carros de corrida da Fiat, Osca, Maserati e Ferrari, Bertone começou a construir seus próprios automóveis, acordando em construir seu primeiro carro, uma série de 200 MG, no Salão de Automóveis de Turim de 1952. Chamou atenção neste ano no Salão de Automóveis de Paris com uma concepção de um Abarth, sendo escolhido para projetar o sucessor do Alfa Romeo Disco Volante. Este designado Alfa Romeo BAT (Berlina Aerodinamica Tecnica) usaram o chassis Alfa Romeo 1900.

## Biografia
Dois anos depois em Turim, Bertone introduziu o conceito Storm Z baseado em um chassis Dodge bem como seu novo conceito BAT e um protótipo do Alfa Romeo Giulietta, que viria a ser o produto mais vendido pela companhia nos próximos anos. Bertone construiu mais que 31 mil automóveis em 1960, incluindo os modelos Fiat 850, Fiat Dino, Simca 1000 Coupé, o Alfa Romeo Montreal e o Lamborghini. Seu centésimo projeto foi um Ford Mustang especial, introduzido no Salão Internacional do Automóvel de Nova Iorque de 1965.
Em 2006 Bertone foi induzido no Automotive Hall of Fame em Detroit.